# Nodilittorina ziczac
Nodilittorina ziczac är en snäckart som först beskrevs av Gmelin 1791.  Nodilittorina ziczac ingår i släktet Nodilittorina och familjen strandsnäckor. Inga underarter finns listade i Catalogue of Life.